# Kilyana dougcooki
Espèce
Kilyana dougcooki est une espèce d'araignées aranéomorphes de la famille des Zoropsidae.

## Distribution
Cette espèce est endémique du Queensland en Australie. Elle se rencontre vers Tallebudgera.

## Description
La carapace du mâle holotype mesure 4,88 mm de long sur 3,60 mm et l'abdomen 3,68 mm de long sur 2,64 mm.

## Étymologie
Cette espèce est nommée en l'honneur de Douglas J. Cook.

## Publication originale
- Raven & Stumkat, 2005 : Revisions of Australian ground-hunting spiders: II. Zoropsidae (Lycosoidea: Araneae). Memoirs of the Queensland Museum, vol. 50, p. 347-423 (texte intégral).